# Mark May
Mark Eric May (nacido el 2 de noviembre de 1959 en Oneonta, Nueva York) fue un liniero ofensivo en la National Football League, así como actualmente es un analista de fútbol americano para la cadena ESPN.

## Carrera en el fútbol americano
En su último año en Pittsburgh, May recibió el Premio Outland como el mejor liniero interior como jugador universitario. La Universidad de Pittsburgh retiró el número que May usó ahí (# 73) en 2001, y fue seleccionado para el Salón de la Fama del Fútbol Americano Universitario en 2005.
May fue seleccionado en la primera ronda del draft de 1981 como la 20.ª selección global por los Washington Redskins, donde jugó hasta 1990 y ganó dos Super Bowls (XVII y XXII) como miembro de la famosa línea ofensiva de Washington, "Los Cerdos". Fue nombrado como uno de los "70 greatest Redskins of all time".
Después de su estadía con los Redskins, May jugó para los San Diego Chargers (1991) y los  Arizona Cardinals (1992-93) antes de retitarse en 1993.

## Carrera fuera del fútbol americano
En 1995, May fue contratado por TNT como un analista de estudio para las transmisiones de Sunday Night Football. En 1997, May se convirtió en analista deportivo para TNT. Después de que TNT perdiera los derechos de las transmisiones de Sunday Night Football en 1997, May se unió a la división deportiva de CBS (CBS Sports) en 1998 como analista para la cobertura de la NFL de 1998 a 2000. En 2001, May fue contratado por ESPN , especializándose en fútbol americano universitario, ofreciendo análisis en ESPN2 y ESPN News. En 2005, escribió el libro Mark May's Tales from the Washington Redskins, en el cual detalla su experiencia con los Washington Redskins.